# Plaza Zabala

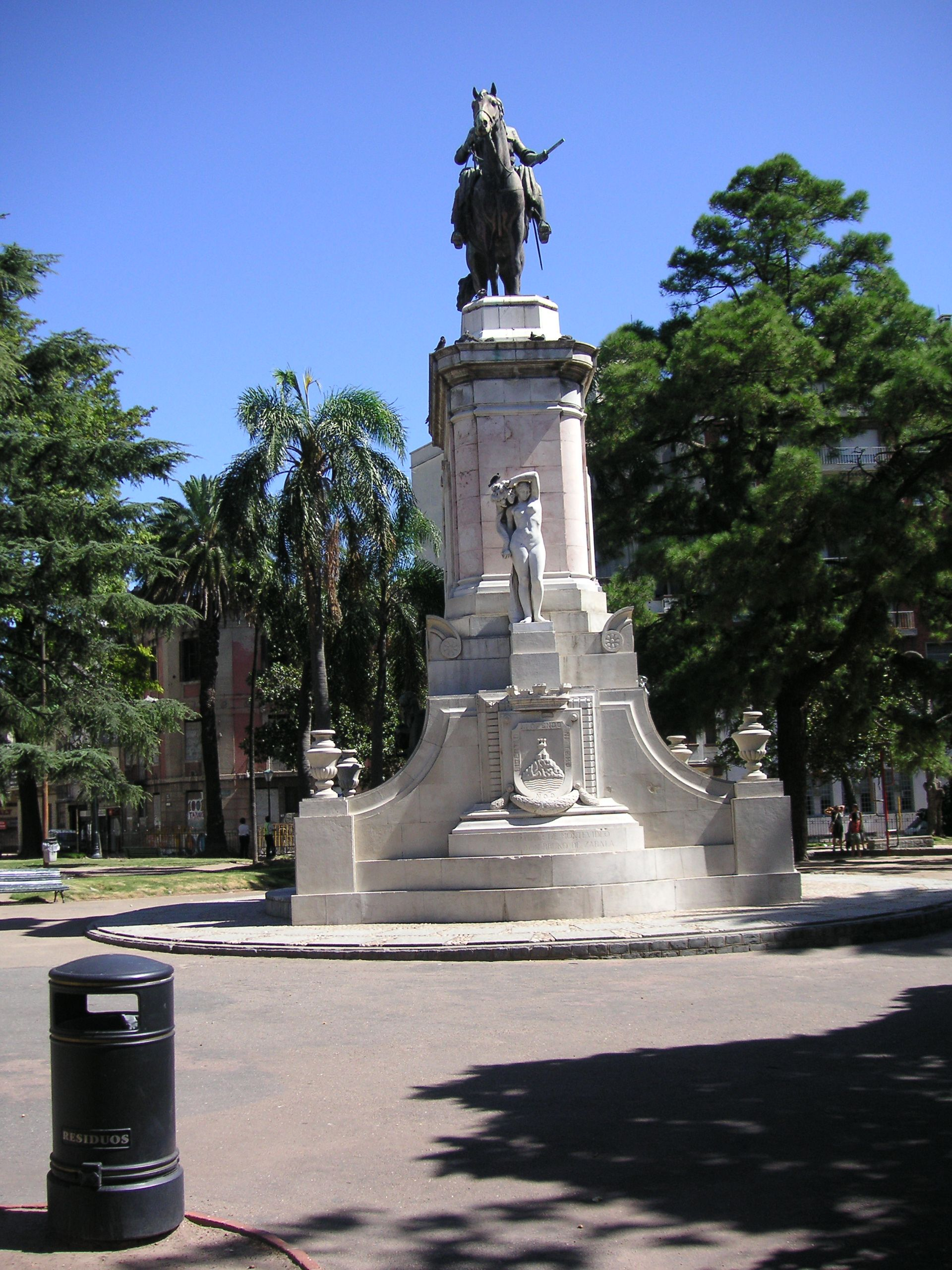
Plaza Zabala

Die Plaza Bruno Mauricio de Zabala, kurz Plaza Zabala, ist ein Platz in der uruguayischen Hauptstadt Montevideo.
Er befindet sich am Durango-Ring (Circunvalación Durango) inmitten der Ciudad Vieja. Umgeben wird der Platz von den Manzanas 32, 38, 39, 90 und 85. Auf den Platz treffen die in ungefähr sternförmiger Art auf ihn zulaufenden Straßen Primer (1°) de Mayo, Rincón, Alzaibar, Washington und Solís. Die Plaza Zabala wurde vom Landschaftsmaler Édouard André gestaltet, nachdem 1878 der Beschluss zur Schaffung dieses Platzes erging. 1890 wurde der Platz, für den das Casa del Gobernador weichen musste, dann eingeweiht.
Seit 1975 ist die Plaza Zabala als Monumento Histórico Nacional klassifiziert.